# Клечиньский, Ян (старший)
Ян Клечиньский (пол. Jan Kleczyński; 8 июня 1837, Яневичи, ныне Иваничи Волынской области Украины — 15 сентября 1895, Варшава) — русский и польский музыковед

, музыкальный критик и пианист.
Начал заниматься музыкой в Варшаве у Игнатия Кржижановского, затем в 1855—1862 гг. учился в Парижской консерватории у Антуана Мармонтеля (фортепиано), Франсуа Базена (теория), Микеле Карафа (композиция). В парижский период много общался с учениками и друзьями Фридерика Шопена и вернулся из Франции очарованный его творчеством.
С 1866 г. интенсивно концертировал в Польше и на Украине. В 1869 г. окончательно обосновался в Варшаве и посвятил себя преподаванию, музыкальной критике, просветительской деятельности. Опубликовал в общей сложности около полутора тысяч статей в различных польских газетах и журналах. Наибольшее значение имела работа Клечиньского в газете «Echo Muzyczne», соредактором которой он был с 1880 года; под руководством Клечиньского газета расширила сферу своей деятельности, превратившись в орган, освещающий состояние всех видов польского искусства.
Как музыковед Клечиньский был, прежде всего, специалистом по музыке Шопена. Его книга «Об исполнении произведений Шопена» (пол. O wykonywaniu utworów Chopina; 1879) получила широкое признание, была переведена на шесть языков; международный резонанс имел и следующий труд, «Шопен в своих важнейших произведениях» (пол. Chopin w celniejszych swych utworach; 1886). В 1882 г. под редакцией Клечиньского вышло собрание сочинений Шопена в 10 томах. Другой сферой интересов Клечиньского был славянский музыкальный фольклор: он сам занимался сбором фольклорного материала в татранском регионе, опубликовал книгу «Народные песни южных славян» (пол. Pieśni narodowe Słowian południowych; 1881). Помимо этого, Клечиньскому принадлежат книги «О технике фортепианной игры» (пол. O technice gry fortepianowej; 1889), «Об эстетике музыкального либретто» (пол. O estetyce libretta muzycznego; 1892), «Словарь музыкальных терминов» (пол. Słownik wyrazów używanych w muzyce; 1892), польские переводы книг Матиса Люсси «О правилах музыкальной выразительности» и Иоганна Христиана Лобе «Музыкальный катехизис» и др.
Композиторское наследие Клечиньского невелико и состоит преимущественно из камерных и вокальных сочинений, предназначенных для любительского исполнения.
Ещё в парижский период Клечиньский увлёкся шахматами, бывал в Кафе де ля Режанс, по возвращении в Польшу стал инициатором появления шахматных разделов в нескольких изданиях. В 1868 г. на первом чемпионате Варшавы по шахматам занял второе место вслед за Симоном Винавером, вместе с Винавером участвовал в подготовке и проведении матча по переписке между шахматистами Варшавы и Москвы. Шахматистом стал и сын Клечиньского, искусствовед Ян Клечиньский-младший.